# Héctor Tocalli
Héctor Pedro Eugenio Tocalli (Monte Buey, Argentina 3 de diciembre de 1945) fue un futbolista argentino que se desempeñaba como arquero.

## Trayectoria
Comenzó su carrera futbolística en Newell's Old Boys, donde jugó entre 1962 y 1965. En 1966 fue cedido a préstamo a Unión de Santa Fe, equipo con el que disputó un solo partido. Al año siguiente, en 1967, regresó a Newell's, donde alcanzó a jugar tres partidos en la Primera División. En 1968 se trasladó a Uruguay para jugar en Cerro, continuando luego su carrera en el fútbol argentino en Defensores de Belgrano durante 1969, donde disputó 12 encuentros. Posteriormente, en 1970, jugó para Matienzo de Monte Buey.
En 1971 llegó a Belgrano de Córdoba, donde vivió los años más destacados de su carrera. Durante su tiempo en el club, conquistó un total de ocho títulos en competiciones regionales y se convirtió en una figura importante dentro del equipo. En 1977 fue transferido a River Plate como suplente del arquero Ubaldo Fillol, permaneciendo en el club hasta 1979. Durante su etapa en River, fue suplente en 57 partidos oficiales, aunque no llegó a debutar en competencias oficiales. En 1980 continuó su carrera en Platense, equipo donde jugó hasta 1981. Finalmente, cerró su etapa como jugador profesional en Defensores Unidos de Zárate en 1982.
Tras su retiro como futbolista, comenzó una carrera como entrenador. Dirigió a Matienzo de Monte Buey, San Martín de Monte Buey, Independiente de Neuquén y trabajó en las divisiones inferiores de Belgrano de Córdoba.
Uno de los hitos más destacados en la carrera deportiva de Héctor Tocalli ocurrió el 8 de octubre de 1972. Defendiendo el arco de Belgrano, en la victoria 2-1 ante Las Palmas como visitante. En ese encuentro, Tocalli logró superar el récord de imbatibilidad que hasta entonces pertenecía a Antonio Roma, quien había acumulado 782 minutos sin recibir goles jugando para Boca Juniors. Tocalli estableció una nueva marca histórica al alcanzar 851 minutos con su arco invicto.
Además, esa victoria no solo marcó un logro personal para el arquero, sino también un momento clave para Belgrano, ya que aseguró el primer puesto en el Torneo Clasificación. Permitiendo al equipo avanzar a las semifinales del torneo de la Liga Cordobesa de Fútbol.

## Clubes
| Club                   | Año       |
| ---------------------- | --------- |
| Newell's Old Boys      | 1962-1965 |
| Unión                  | 1966      |
| Newell's Old Boys      | 1967      |
| Cerro                  | 1968      |
| Defensores de Belgrano | 1969      |
| Matienzo               | 1970      |
| Belgrano               | 1971-1976 |
| River Plate            | 1977-1979 |
| Platense               | 1980-1981 |
| Defensores Unidos      | 1982      |

## Palmarés

### Títulos locales
| Título                   | Club                | País      | Año                    |
| ------------------------ | ------------------- | --------- | ---------------------- |
| Campeonato Oficial       | Belgrano de Córdoba | Argentina | 1971, 1973             |
| Campeonato Clasificación | Belgrano de Córdoba | Argentina | 1971, 1972, 1973, 1974 |
| Campeonato Selección     | Belgrano de Córdoba | Argentina | 1973, 1975             |

### Títulos nacionales
| Título               | Club        | País      | Año        |
| -------------------- | ----------- | --------- | ---------- |
| Torneo Metropolitano | River Plate | Argentina | 1977, 1979 |
| Torneo Nacional      | River Plate | Argentina | 1979       |